# Lỗi Dương
Lỗi Dương (tiếng Trung: 耒阳市; bính âm: Lěiyáng shì) là một thành phố cấp phó địa khu thuộc địa cấp thị Hành Dương, tỉnh Hồ Nam, Trung Quốc.

### Nhai đạo
- Sái Tử Trì (蔡子池街道)
- Ngũ Lý Bài (五里牌街道)
- Táo Thị Nhai (灶市街街道)
- Thủy Đông Giang (水东江街道)

### Trấn
| - Hoàng Thị (黄市镇) - Tiểu Thủy (小水镇) - Công Bình Vu (公平圩镇) - Tứ Mông Châu (泗门洲镇) - Tam Đô (三都镇) - Nam Dương (南阳镇) - Trúc Thị (竹市镇) | - Hạ Đường (夏塘镇) - Long Đường (龙塘镇) - Triết Kiều (哲桥镇) - Vĩnh Kiều 永济镇) - Dao Điền (遥田镇) - Tân Thị (新市镇) |

### Hương
| - Châu Pha (洲陂乡) - Lượng Nguyên (亮源乡) - Mã Thủy (马水乡) - Thái Bình Vu (太平圩乡) - Đạo Tử (导子乡) - Đông Hồ Vu (东湖圩乡) - Thượng Giá (上架乡) - Sa Minh (沙明乡) - Đại Nghĩa (大义乡) | - Ma Hình (磨形乡) - Nam Kinh (南京乡) - Nhân Nghĩa (仁义乡) - Dư Khánh (余庆乡) - Trường Bình (长坪乡) - Thái Hòa Vu (太和圩乡) - Đàm Hạ (坛下乡) - Đại Thị (大市乡) - Phì Điền (肥田乡) |